# Fakulteta za zemeljske znanosti, geografijo in astronomijo na Dunaju
Fakulteta za zemeljske znanosti, geografijo in astronomijo (izvirno nemško Fakultät für Geowissenschaften, Geographie und Astronomie), s sedežem na Dunaju, je fakulteta, ki je članica Univerze na Dunaju.